# Capo Sandalo (traghetto)
La Capo Sandalo è una nave traghetto appartenente alla Classe Capo. Derivata dalla trasformazione in traghetto passeggeri del ro-ro merci Torre del Greco, costruito nel 1982 per il Lloyd Triestino, rimase in servizio con questo nome per Tirrenia dal 1988 al 2000. Fu in seguito venduta ad armatori cinesi, prendendo il nome di Chang Xing Dao.

## Caratteristiche
Originariamente la nave era un ro-ro merci con caratteristiche molto simili alle navi della Classe Staffetta Mediterranea. Nel 1988 l'unità fu acquistata da Tirrenia insieme alle gemelle Apulia e Adria e alla quasi gemella Julia: ad eccezione dell'ultima, le navi furono trasformate in traghetti passeggeri per far fronte all'enorme aumento dei traffici passeggeri verso la Sardegna in atto in quegli anni.
I lavori di conversione, avvenuti a Trieste, comportarono l'allungamento delle sovrastrutture fino a poppa: l'unica ciminiera centrale presente inizialmente fu spostata a sinistra, mentre a dritta fu costruito un fumaiolo posticcio. Dopo la trasformazione la stazza lorda della nave passò a 17.961 tonnellate; rinominata Capo Sandalo, poteva trasportare circa 1500 passeggeri e 340 automobili e disponeva di bar, ristorante, self-service, sala giochi, poltrone di seconda classe, 91 cabine di prima classe e 129 cabine di seconda classe, per un totale di 760 posti letto.

## Servizio
La nave fu impostata il 14 ottobre 1980 nel cantiere navale di Ancona, venendo varata il 19 ottobre dell'anno seguente con il nome di Torre del Greco. Fu consegnata il 27 febbraio 1982 al Lloyd Triestino, che la impiegò nelle rotte da Trieste all'Africa Orientale e Occidentale. Nel 1988 la nave fu venduta alla Tirrenia, venendo convertita in traghetto passeggeri e rinominata Capo Sandalo.
In questa nuova veste il traghetto rientrò in servizio nel 1989 sulla Genova - Porto Torres, venendo poi impiegato in diverse altre linee dal continente alla Sardegna e alla Sicilia. Nel giugno 1994, durante un viaggio tra Genova e Palermo, la Capo Sandalo accumulò ben 24 ore di ritardo a causa di due diverse avarie. Nell'ottobre del 1998 la nave fu messa in vendita e disarmata, venendo acquistata nel marzo del 2000 dalla compagnia cinese China shipping co. e ribattezzata Chang Xing Dao.

## Origine del nome
Dopo la trasformazione in traghetto passeggeri la nave assunse il nome di Capo Sandalo, in riferimento all'omonimo promontorio sulla costa sarda dell'Isola di San Pietro, nei pressi di Carloforte.

## Navi gemelle
- Capo Carbonara
- Capo Spartivento
- Prima della trasformazione in traghetto passeggeri la nave era molto simile esteriormente sia alle tre unità della Classe Staffetta Mediterranea che alla Julia (poi Campania, Guido e Carlo Morace), dalle quali si differenziava però per alcuni dettagli.